# Cornville
|  | Per a altres significats, vegeu «Cornville (Maine)». |

Cornville és una concentració de població designada pel cens del Comtat de Yavapai (Arizona) als Estats Units d'Amèrica. Segons el cens del 2000 tenia 3.335 habitants.

## Demografia
Segons el cens del 2000, Cornville tenia 3.335 habitants, 1.311 habitatges, i 895 famílies La densitat de població era de 97,3 habitants/km².
Dels 1.311 habitatges en un 28,7% hi vivien nens de menys de 18 anys, en un 54,2% hi vivien parelles casades, en un 8,9% dones solteres, i en un 31,7% no eren unitats familiars. En el 23,6% dels habitatges hi vivien persones soles el 6,6% de les quals corresponia a persones de 65 anys o més que vivien soles. El nombre mitjà de persones vivint en cada habitatge era de 2,47 i el nombre mitjà de persones que vivien en cada família era de 2,89.
Per edats la població es repartia de la següent manera: un 24,5% tenia menys de 18 anys, un 6,2% entre 18 i 24, un 25,9% entre 25 i 44, un 30% de 45 a 60 i un 13,4% 65 anys o més.
L'edat mediana era de 41 anys. Per cada 100 dones de 18 o més anys hi havia 96,9 homes.
La renda mediana per habitatge era de 36.992 $ i la renda mediana per família de 42.333 $. Els homes tenien una renda mediana de 31.567 $ mentre que les dones 21.653 $. La renda per capita de la població era de 16.500 $. Aproximadament l'11% de les famílies i el 15,9% de la població estaven per davall del llindar de pobresa.

## Poblacions properes
El següent diagrama mostra les poblacions més properes.